# Els Garidells
Els Garidells település Spanyolországban, Tarragona tartományban. Els Garidells Vallmoll, La Secuita, Perafort és El Morell községekkel határos. Lakosainak száma 202 fő (2024).

## Népesség
A település népessége az elmúlt években az alábbi módon változott:
| Lakosok száma | 81   | 268  | 173  | 136  | 170  | 187  | 221  | 182  | 187  | 202  |
|               | 1717 | 1887 | 1936 | 1960 | 1986 | 2004 | 2009 | 2014 | 2019 | 2024 |